# Josep Maria Mallol Suazo
Josep Maria Mallol i Suazo (Barcelona, 1910 - id., 19 de agosto de 1986) fue un pintor español. Señalado por la crítica como uno de los nombres primordiales de la pintura no vanguardista de posguerra. Los diarios de Barcelona dieron gran notoriedad a la muerte del artista, explica su biógrafo Francesc Miralles Bofarull. No es que las tendencias academicistas, realistas o burguesas hayan sido menospreciadas, sino que han sido borradas de la historia, dice Miralles.
Antes de dedicarse a la pintura de forma definitiva firmó dibujos humorísticos con el seudónimo de Lollam .
Se formó en la Escuela de la Lonja con Fèlix Mestres como profesor de dibujo y Ramon Calsina de pintura. Realizó dibujos humorísticos para Virolet, L'Esquitx o Patufet donde su hermano Lluís también colaboraba.
Expuso en la Sala Parés y en otras salas españolas e internacionales. Vivió temporadas en Italia y Brasil. Fue galardonado en la Exposición de Primavera de 1936; el premio Nonell en 1939; las exposiciones de Bellas Artes de Barcelona de 1942 (donde obtuvo el diploma de tercera clase con la obra La lectura  ) y 1944; el concurso de Montserrat de 1947 y en la Bienal Hispano Americana de Madrid de 1951,  año en que dejó de participar en concursos y exposiciones oficiales.
Destacan los cuadros de paisaje y figura femenina por el dominio y soltura técnicas.

## Obras
- c. 1930, La lectura . Óleo sobre lienzo, 73 x 60 cm
- 1946, Retrato de mujer . Óleo sobre lienzo, 60 x 50 cm
- 1949, Interior de Ibiza . Óleo sobre lienzo
- 1951, Figura en interior . Óleo sobre lienzo. Premio extraordinario de la Primera Bienal Hispano-Americana, 1951.
- 1958, Dos niñas italianas . Óleo sobre lienzo